# Medusozoa
Medusozoa (též Tesserazoa) je rozsáhlý podkmen žahavců zahrnující čtyřhranky (Cubozoa), polypovce (Hydrozoa), medúzovce (Scyphozoa) a kalichovky (Staurozoa) – tedy všechny recentní žahavce vyjma korálnatců (Anthozoa), výtrusenek (Myxozoa) a kaviárovek (Polypodiozoa). Medusozoa je podle studie z roku 2013 přirozenou (monofyletickou) skupinou. Zahrnuje asi 3800 popsaných druhů, reálný počet však bude několikanásobně vyšší.

## Popis
Medusozoa se vyznačují celou řadou morfologických znaků, jimiž se odlišují od ostatních žahavců. Už název je odvozen podle typického životního stadia – tzv. medúzy. V typickém případě se v životním cyklu medusozoí střídá přisedlé stádium polypa se stadiem vznášející se medúzy; někteří polypovci (Hydrozoa) však stadium polypa vůbec nemají a jiné zase mají redukované stadium medúzy. Přítomnost medúzy však je zřejmě společným vývojovým znakem Medusozoa, který byl později v některých liniích ztracen.